# Alma de Pedra
Alma de Pedra é uma minissérie brasileira da autora Vívian de Oliveira sob a direção de Atílio Riccó produzida pela RecordTV, e exibida entre 28 de janeiro de 1998 a 28 de fevereiro de 1998. Apresentando Rodrigo Veronese como protagonista; Daniela Camargo como co-protagonista e Antonio Grassi como antagonista principal.

## Enredo
Leandro é um jovem esquizofrênico, maltratado pelo pai Rogério por sua doença, cujo Andréia tenta ajudar e acaba se apaixonando por ele.

## Elenco
| Ator                | Personagem       |
| ------------------- | ---------------- |
| Rodrigo Veronese    | Leandro da Silva |
| Daniela Camargo     | Andréia Diniz    |
| Antonio Grassi      | Rogério da Silva |
| Tamara Taxman       | Norma da Silva   |
| João Acaiabe        | Dr. Benjamim     |
| Paulo Goulart Filho | Edinho           |
| Jairo Mattos        | Marcelo          |
| Eugênia de Domênico | Talita           |
| Adriana Lessa       | Gabriela         |
| Liza Vieira         | Berenice         |
| Marcos Plonka       | Jamil            |
| Dora Pellegrino     | Mariana          |
| Lizette Negreiros   | Dinorah          |
| Douglas Simon       | Formiga          |

## Audiência
A telenovela obteve média-geral de 5 pontos de audiência no Ibope medido na Grande São Paulo.[carece de fontes?]